# Alter do Chão (Santarém)
Alter do Chão é um dos distritos administrativos do município de Santarém, no estado do Pará. Localizado na margem direita do Rio Tapajós, dista do centro da cidade cerca de 37 quilômetros através da rodovia Everaldo Martins (PA-457). É o principal ponto turístico de Santarém, pois abriga a mais bonita praia de água doce do mundo segundo o jornal inglês The Guardian, ficando conhecida popularmente como Caribe Brasileiro.

## História

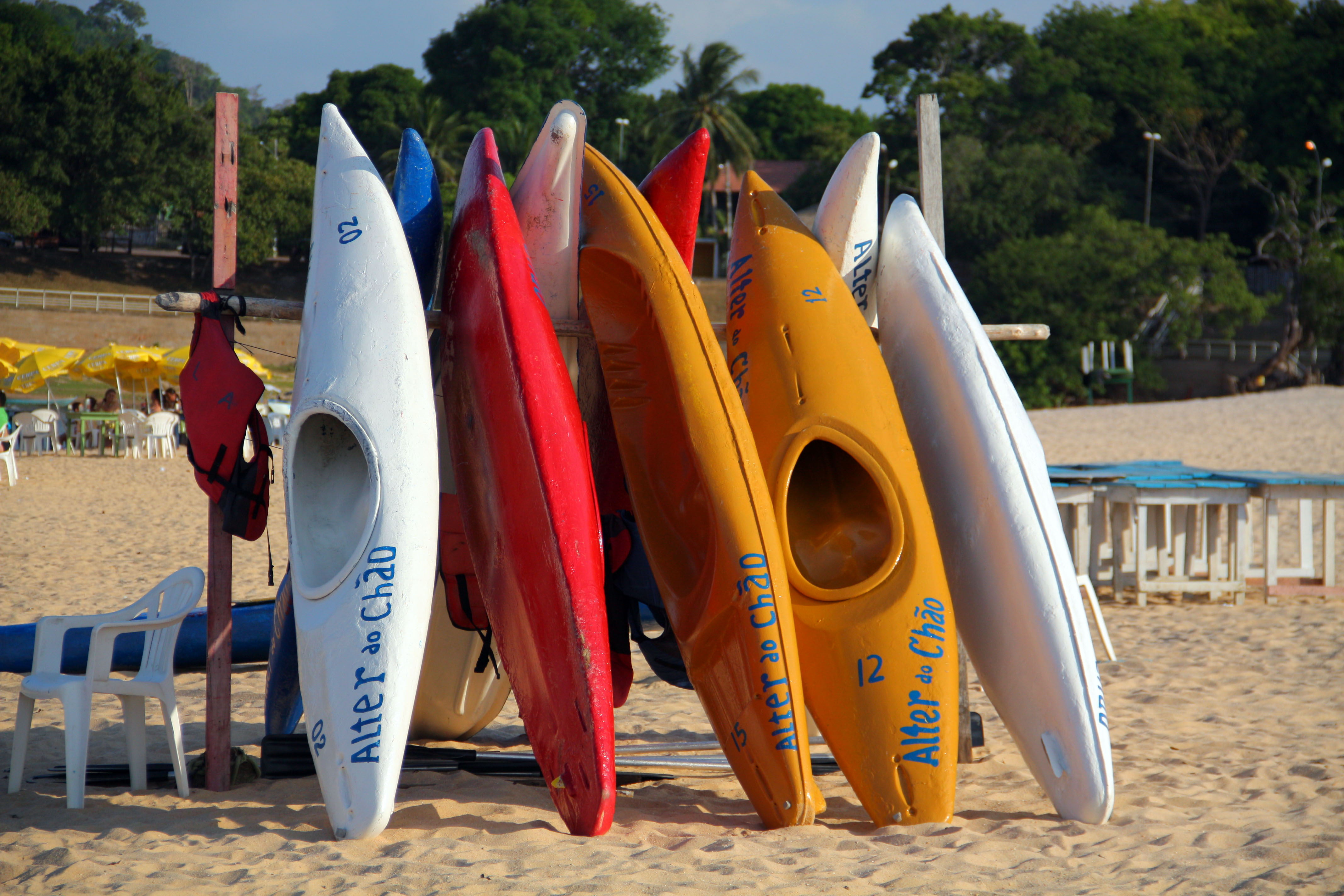
Caiaques na praia

Fundada no dia 6 de março de 1626, pelo português Pedro Teixeira, foi elevada a categoria de vila por Francisco Xavier de Mendonça Furtado, governador da capitania do Grão-Pará, durante o Brasil Colônia, no dia 6 de março de 1758.
Alter do Chão, durante os séculos XVII e XVIII, recebeu diversas missões religiosas comandadas pelos jesuítas da ordem Companhia de Jesus. O culto de Nossa Senhora da Saúde foi instituído. Tornou-se esta, a santa padroeira local.
Até o século XVIII, a vila era habitada majoritariamente por comunidades indígenas Boraris. Ainda se tem vestígios dos nativos devido à existência de diversos locais com grande quantidade de pedaços de barro e frequentemente são encontradas peças na forma de cabeça de urubu, círculos com furo no meio, cachimbos, entre outros, além de machados de pedra polida.
No início do século XX, Alter do Chão era uma das rotas de transporte do látex extraído das seringueiras de Belterra e Fordlândia. Foi um período curto de desenvolvimento para a vila, mas, a partir da década de 1950, ocorreu a decadência do extrativismo amazônico e a vila foi atingida pelo déficit econômico. Desde a década de 1990 até os dias de hoje, o atual distrito aposta no turismo para evoluir economicamente, no que tem obtido bons resultados.

### Etimologia
A origem do nome é uma homenagem à vila portuguesa de Alter do Chão.

### Praias em Alter do Chão
Nas margens do rio Tapajós e do Lago Verde, em Alter do Chão, existem diversas praias. A mais famosa delas é a praia de mesmo nome do distrito, localizada em uma península com terrenos arenosos e inundáveis e também conhecida como Ilha do Amor. Existem também praias menores, como Cajueiro, na orla do distrito.
Alter do Chão também é a porta de entrada para outros balneários, como Pindobal e Porto Novo, em Belterra, e Ponta de Pedras, em Santarém.

### Festa do Çairé
O festival folclórico conhecido como Festa do Çairé é o mais importante do município de Santarém. Durante o período de festejos, ocorre o sincretismo entre os rituais religiosos ligados ao catolicismo e os profanos, estes últimos de origem indígena e enraizados entre os atuais habitantes. Lendas regionais, como a do boto amazônico, também são representadas.